# Peter Facinelli
Peter Alexander Joseph Facinelli Jr (Queens, Nueva York, 26 de noviembre de 1973) es un actor de cine y televisión estadounidense. 
Es conocido por su papel en la serie de Fastlane (2002), junto a Bill Bellamy y Tiffani Thiessen, y por interpretar a Carlisle Cullen en la saga Crepúsculo. 
Desde 2009 hasta 2012 interpretó el papel de Dr. Fitch "Coop" Cooper en la serie de televisión Nurse Jackie. Participó en la película colombiana Encerrada.

## Biografía
Creció en Ozone Park (Queens, Nueva York), en una familia italoestadounidense. Es el único hijo varón del matrimonio compuesto por Pietro y Bruna, ambos inmigrantes italianos de la zona norte de Italia. Es el menor de la familia, ya que tiene tres hermanas mayores. Al terminar la secundaria comenzó a estudiar abogacía en "St. John’s University", pero la abogacía resultó no ser lo que él pensaba. Llevar y traer papeles, vivir en una oficina, no era para él, así que decidió decirle a sus padres que quería ser actor. 

"Fue como decirle a mi padre que quería ir a Marte".

Se matriculó en la Universidad de Nueva York (NYU) tras convencer a sus padres de que los estudios de actuación le ayudarían con la abogacía. Estudió actuación en la Atlantic Theater Company Acting School en Nueva York; algunos de sus maestros fueron William H. Macy, Felicity Huffman, Giancarlo Esposito y Camryn Manheim.

## Carrera
Hizo su debut en el cine como Lucifer en la película llamada Angela de Rebecca Miller en 1995. Tras un año de varias audiciones recibió un pequeño papel en la serie de televisión "La ley y el orden". Peter, que seguía estudiando en la Universidad de Nueva York, no podía faltar más de 3 veces por trimestre; pero a él le interesaba el papel y se tomó libre la semana que llevaría grabar el capítulo. Solo dos faltas por arriba de las permitidas. Pero en el set de grabaciones se cruzó con Dick Wolf, que le ofreció un papel en una pequeña serie llamada The Wright Veredicts. Peter aceptó el trabajo, y con dos semanas más de ausencias en la universidad, tomó la decisión de no volver y seguir con la actuación.

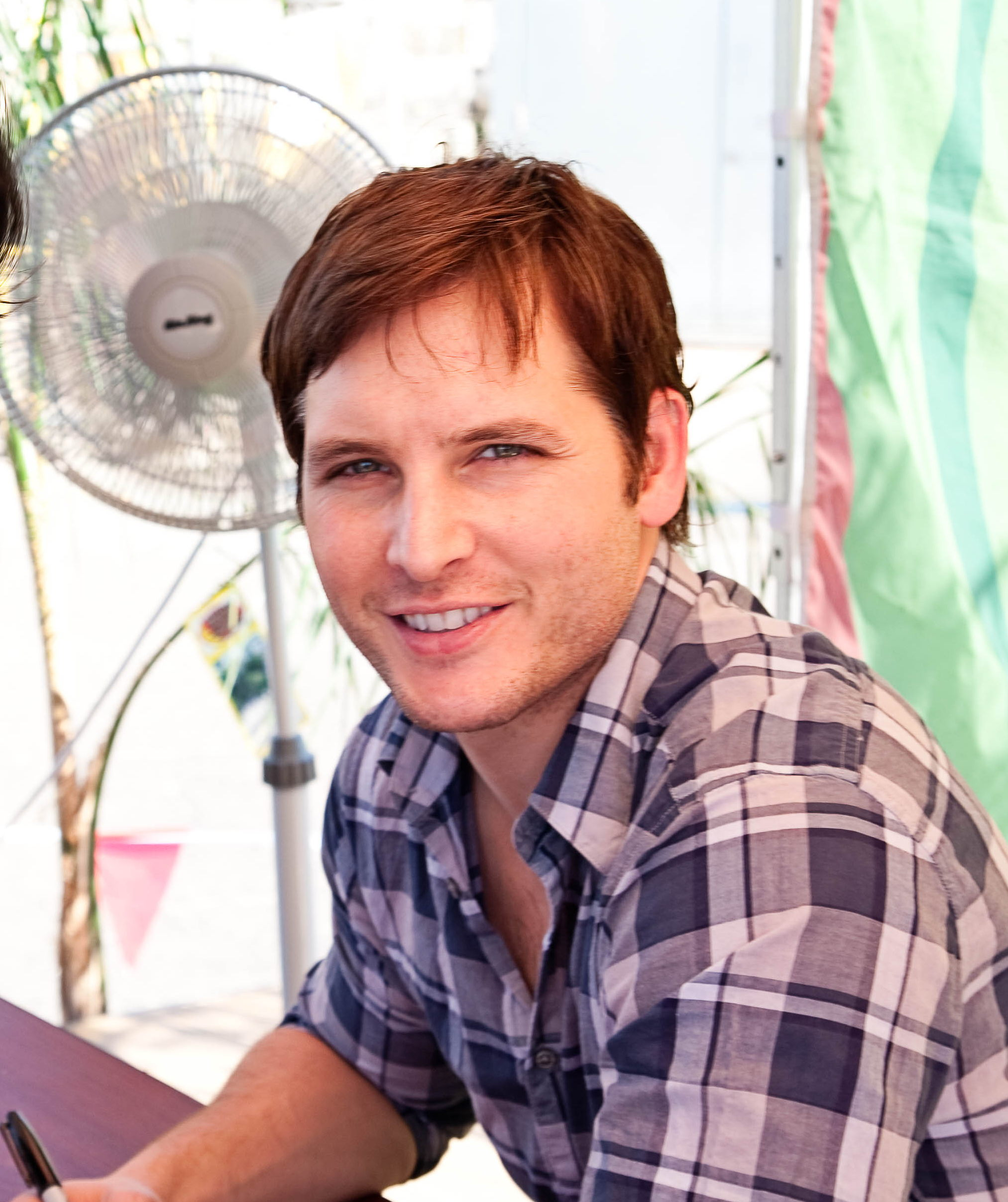
Peter Facinelli en 2009

 Poco tiempo después, le llegó la oportunidad de protagonizar The Price of Love, película sobre un chico joven de buena familia llamado Brett, que huye de su casa por no aguantar a su madre e intenta ganarse la vida en Hollywood. Su actuación en la película empezó a llamar la atención de la crítica y del público en general.
En 1996 obtuvo su siguiente papel como Rick O'Connor en la película titulada An Unfinished Affair. Ese mismo año, obtuvo un papel en la película Jóvenes Incomprendidas como Etham Bixby compartiendo escenas con Angelina Jolie, que interpretaba a Legs. Le siguieron After Jimmy y Calm at the Sunset producciones para televisión. En 1997, interpretando un pequeño papel en la película que trata sobre el sida Telling You, junto a su amigo de apuestas (y coproductor de Facinelli Films), Rob DeFranco (productor & actor en esa película), también contó con una pequeña aparición de Jennie Garth y de la famosa Jennifer Love Hewitt. Luego, le siguió un pequeño papel en Welcome to Hollywood en donde hacia de él mismo y por último obtuvo es esposo de Jenny Garth.
Tuvo un papel importante sobre adolescentes titulada "Ya no puedo esperar" volviendo a trabajar con estrellas juveniles como lo eran Jennifer Love Hewitt, Melissa Joan Hart y Etham Embry.
Despegándose de su papel del adolescente en 1999, optó por trabajar en la película The Big Kahuna (La clave del éxito) junto a Kevin Space y Danny DeVito, interpretando a un joven ingenuo representante de lubricantes que tiene ganas de comerse el mundo. Bobby consigue lo que sus colegas no han podido durante esos días tan críticos para la empresa: ganarse al "pez gordo". Con esa película, Peter logra grandes elogios en el propio estreno de la película en Film Festival y en el Festival de Cine de Toronto por poder estar a la altura de sus coestrellas de tan grande talla. 

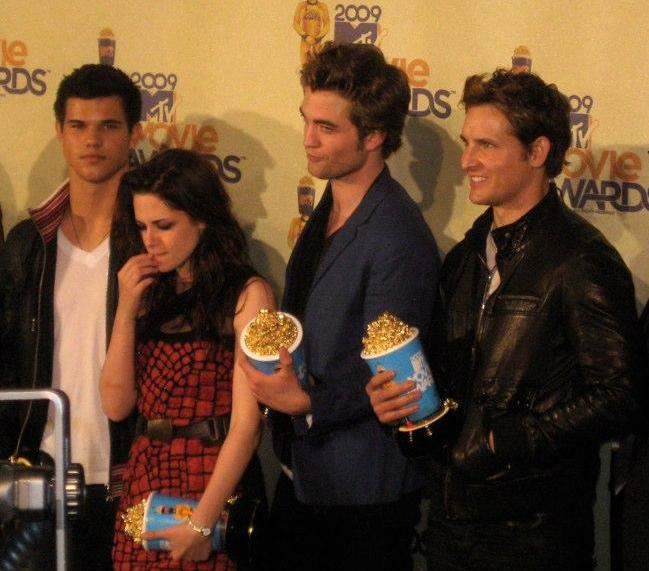
Peter Facinelli junto al elenco de Twilight, Taylor Lautner, Kristen Stewart y Robert Pattinson en los MTV Movie Awards 2009.

Con el cambio de siglo, da un vuelco a la elección de sus películas optando por algo que antes no ha hecho. Ya no más del bueno y lindo de la película, Peter toma papeles en las películas como en Honest, película británica presentada en Cannes, Supernova película muy prometedora en aquellos años pero no tan taquillera, en la cual Facinelli interpretó a Karl Larson. Para el 2001 siguió obteniendo papeles secundarios como por ejemplo en Los Chicos de mi Vida y en el 2002 hizo el papel de Takmet en la cinta El Rey Escorpión actuando al lado de Dwayne Johnson, Michael Clarke Duncan y Kelly Hu.
Pero sería en el año 2002 su año de suerte ya que Peter obtendría un mayor impulso en su carrear como actor dándole la vida al sufista convertido en policía Donovan "Van" Ray en la popular serie de Fox llamada Fastlane. Ese papel le valió un mayor reconocimiento entre la gente en Estados Unidos y en el mundo. Lamentablemente, la serie por muy popular que fuera no tuvo más que una temporada, ya que fue cancelada por un exceso de presupuesto.
Sin embargo, la serie le dio el reconocimiento para conseguir un papel como Jimmy en otra famosa serie original de HBO, Six Feet Under. Ganándose también buenas miradas por parte de la crítica y una nominación a los premios SAG por el Cast de dicha serie. Peter solo estuvo en una temporada de Six Feet Under, la cuarta, en donde coincidió con la actriz Lauren Ambrose, quién interpretaba a la hermana de la protagonista y con quien ya había trabajado en la película Can’t Hardly Wait (1998).
Hizo pequeñas apariciones pilotos (The Inside y Enemies) y cortos (Chloe y Enfants Terrible) hasta conseguir uno de los papeles principales en la secuela El hombre sin sombra. En donde interpretaba a un teniente que busca encontrar y vengar la muerte de su compañera. Está película no consiguió tanta aceptación con la primera.
En 2006 Peter trabajaría en dos grandes películas a nivel crítica, ya que ninguna de las dos ha llegado mucho al público. La primera película importante del año fue Touch the top of the world. Facinelli interpreta al primer montañista ciego capas de subir el Everest. Fue una producción para el canal A&E. La segunda película muy bien recibida por la crítica fue ARC en donde Peter interpretó a un expolicía corrupto que intenta liberar un poco su alma oscura. ARC le valió un premio como mejor actor en The Indie Gathering Film Festival por su papel de Paris.
En 2007 consigue un papel en la famosa y exitosa serie de televisión protagonizada por Glenn Close, Damages, como Gregory Malina. 
A pesar de todo, no consiguió establecerse como un actor de grandes producciones hasta obtener el papel del doctor Carlisle Cullen en 2008 en la exitosa saga de películas sobre vampiros y romance, Crepúsculo, coprotagonizada por Robert Pattinson, Kristen Stewart y Taylor Lautner. 
La fama de Crepúsculo le dio el impulso en su carrera no solo como actor, sino también se probó como director, guionista y productor ya que en los últimos años abrió una productora FacinelliFilms junto a su amigo Rob DeFranco.
Entre 2009 y 2014 trabaja en la famosa serie protagonizada por la actriz Edie Falco, Nurse Jackie dándole vida al Doctor Cooper.
En 2014, viajó a Bogotá a protagonizar la película de terror Gallows Hill, la cual se estrenó el 20 de junio de 2014, junto a varios actores colombianos.

## Vida personal

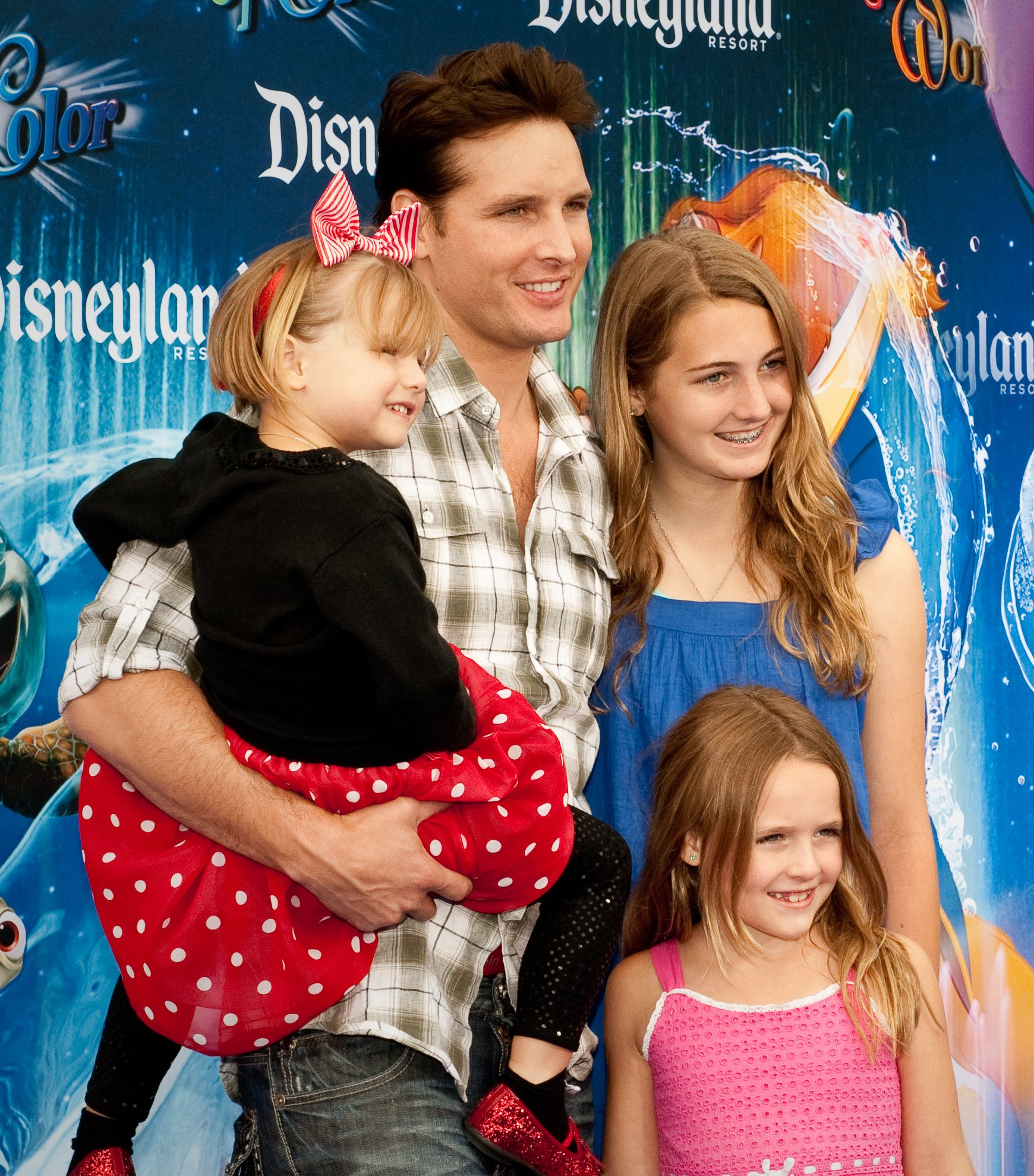
Peter Facinelli y sus hijas en la Premier de Disney California Adventure

Conoció a la que sería su futura esposa, Jennie Garth, en el set de An Unfinished Affair, una película para televisión realizada en 1996. Se casaron el 20 de enero de 2001. Tienen tres hijas juntos: Luca Bella (29 de junio de 1997), Lola Ray (6 de diciembre de 2002) y Fiona Eve (30 de septiembre de 2006). El 13 de marzo de 2012 anunciaron que se iban a divorciar después de 11 años de matrimonio.
Mantuvo una relación con quien fue su coprotagonista en Loosies, Jaimie Alexander. En febrero de 2016 la pareja hizo pública su separación.
Se comprometió con Lily Anne Harrison en diciembre de 2020. En junio de 2022 se hizo público que iba a ser padre por cuarta vez, la primera con su actual pareja. Su primer hijo en común nació el 5 de septiembre de 2022.

## Filmografía

### Cine
| Año  | Título                                    | Personaje                     | Notas                        |
| ---- | ----------------------------------------- | ----------------------------- | ---------------------------- |
| 1995 | Angela                                    | Lucifer                       |                              |
| 1996 | Foxfire                                   | Ethan Bixby                   |                              |
| 1997 | Touch Me                                  | Bail                          |                              |
| 1998 | Dancer, Texas Pop. 81                     | Terrell Lee Lusk              |                              |
| 1998 | Can't Hardly Wait                         | Mike Dexter                   |                              |
| 1998 | Telling You                               | Phil Fazzulo                  |                              |
| 1998 | Welcome to Hollywood                      | Actor                         |                              |
| 1999 | The Big Kahuna                            | Bob Walker                    |                              |
| 1999 | Blue Ridge Fall                           | Danny Shepherd                |                              |
| 2000 | Supernova                                 | Karl Larson                   |                              |
| 2000 | Ropewalk                                  | Charlie                       |                              |
| 2000 | Honest                                    | Daniel Wheaton                |                              |
| 2001 | Rennie's Landing                          | Alec Nichols                  |                              |
| 2001 | Tempted                                   | Jimmy Mulate                  |                              |
| 2001 | Riding in Cars with Boys                  | Tommy Butcher                 |                              |
| 2002 | The Scorpion King                         | Takmet                        |                              |
| 2005 | Enfants terribles                         | Curtis                        |                              |
| 2005 | Chloe                                     | El novio                      | Corto                        |
| 2006 | The Lather Effect                         | Danny                         |                              |
| 2006 | Hollow Man 2                              | Det. Frank Turner             | Vídeo                        |
| 2006 | Arc                                       | París                         |                              |
| 2007 | Lily                                      | The Man                       | Corto                        |
| 2007 | That Guy                                  | Jack                          | Corto                        |
| 2007 | Battle Olympia                            | Oficina Possessed Puente Alto | Corto                        |
| 2008 | Thicker                                   | Holloway                      |                              |
| 2008 | Crepúsculo                                | Carlisle Cullen               |                              |
| 2008 | Finding Amanda                            | Greg                          |                              |
| 2008 | Reaper                                    | Jesús                         | Corto                        |
| 2009 | The Twilight Saga: New Moon               | Carlisle Cullen               |                              |
| 2010 | The Twilight Saga: Eclipse                | Carlisle Cullen               |                              |
| 2011 | The Twilight Saga: Breaking Dawn - Part 1 | Carlisle Cullen               |                              |
| 2012 | The Twilight Saga: Breaking Dawn - Part 2 | Carlisle Cullen               |                              |
| 2012 | Loosies                                   | Bobby                         |                              |
| 2013 | Gallows Hill                              | David Reynolds                |                              |
| 2014 | Freezer                                   | Detective Sam Gurov           |                              |
| 2015 | Walter                                    | Jim                           |                              |
| 2019 | Countdown                                 | Doctor                        |                              |
| 2020 | Sin rastro                                | Diputado Rakes                | También director y guionista |

### Televisión
| Año       | Título                                                         | Personaje               | Notas                                          |
| --------- | -------------------------------------------------------------- | ----------------------- | ---------------------------------------------- |
| 1995      | The Price of Love                                              | Brett                   | Película para TV                               |
| 1995      | Ley y orden                                                    | Shane Sutter            | 1 episodio                                     |
| 1995      | The Wright Verdicts                                            | Vincent Costanza        | 1 episodio                                     |
| 1996      | After Jimmy                                                    | Jimmy Stapp             | Película para TV                               |
| 1996      | An Unfinished Affair                                           | Rick Connor             | Película para TV                               |
| 1996      | Calm at Sunset                                                 | James Pfeiffer          | Película para TV                               |
| 2002-2003 | Fastlane: Brigada especial                                     | Donovan 'Van' Ray       |                                                |
| 2004-2005 | Six Feet Under                                                 | Jimmy                   |                                                |
| 2006      | Touch the top of the world                                     | Erik Weihenmayer        |                                                |
| 2006      | Enemies                                                        |                         | Episodio Piloto                                |
| 2006      | American Dad                                                   | Miles                   | 1 episodio                                     |
| 2007      | Daños y perjuicios                                             | Gregory Malina          |                                                |
| 2007      | Insatiable                                                     |                         | Episodio Piloto                                |
| 2011      | CollegeHumor Originals                                         | Zan                     | 2 Episodios                                    |
| 2013-2014 | Glee                                                           | Rupert Campion          |                                                |
| 2009-2014 | Nurse Jackie                                                   | Dr. Fitch "Coop" Cooper |                                                |
| 2015      | American Odyssey                                               | Peter Decker            | Serie de televisión                            |
| 2015—2016 | Supergirl                                                      | Maxwell Lord            | Elenco recurrente (temporada 1)                |
| 2017      | S.W.A.T.                                                       | Michael Plank           | Elenco recurrente, 7 episodios                 |
| 2019      | FBI                                                            | Michael Venutti         | Episodio: "Most Wanted"                        |
| 2019      | Escaping the NXIVM Cult: A Mother’s Fight to Save Her Daughter | Keith Raniere           | Telefilme                                      |
| 2022      | Roar                                                           | Second Husband          | Episodio: "The Woman Who Returned Her Husband" |

## Premios y nominaciones
| Año  | Premio                    | Categoría   | Título | Resultado |
| ---- | ------------------------- | ----------- | ------ | --------- |
| 2006 | Cleveland Indie Gathering | Mejor Actor | Arc    | Ganador   |

### Premios del Sindicato de Actores
| Año  | Categoría | Título         | Resultado |
| ---- | --- | -------------- | --------- |
| 2005 | Mejor Interpretación de un Reparto en una serie de Drama (Compartido con: Lauren Ambrose, Frances Conroy, James Cromwell, Idalis DeLeon, Ben Foster, Sprague Grayden, Rachel Griffiths, Michael C. Hall, Peter Krause, Justina Machado, Freddy Rodríguez, Mathew St. Patrick, Mena Suvari y Justin Theroux) | Six Feet Under | Nominado  |